# 2023年纳戈尔诺-卡拉巴赫攻势
2023年9月19日至20日，阿塞拜疆违反2020年停火协议，对分离政权阿尔察赫发起大规模军事进攻。此次攻势发生在争议地区纳戈尔诺-卡拉巴赫（又称纳卡），该地区被国际社会承认为阿塞拜疆的一部分，但其居民为亚美尼亚人。此前，阿塞拜疆已封鎖阿爾察赫九個月，导致危机不断升级，受影响地区的粮食、药品和其他物资等基本用品严重短缺。
在军事进攻开始的第二天，即9月20日，在俄罗斯驻纳戈尔诺-卡拉巴赫维和指挥部的调解下，双方达成了在纳戈尔诺-卡拉巴赫全面停止敌对行动的协议。阿塞拜疆于9月21日在葉夫拉赫与阿尔察赫亚美尼亚人社区代表举行了一次会议，随后还将于下个月举行进一步的会议。然而，据阿尔察赫和斯捷潘納克特当地居民报告，阿塞拜疆在9月21日仍然存在违反停火协议的情况。
此次攻势及随后的投降导致了纳戈尔诺-卡拉巴赫地区的亚美尼亚难民潮，以至几乎所有该地区的常住人口都逃往邻国亚美尼亚，特别是占绝大多数的亚美尼亚人。人权组织和种族灭绝预防专家发出了多次警报，指出土生土长的亚美尼亚人面临着种族清洗和种族灭绝的风险，或正在遭到这些行为的侵害。 国际刑事法院第一任检察官路易斯·莫雷诺·奥坎波警告称，另一次亚美尼亚种族灭绝即将发生，并指出国际社会的不作为鼓励了阿塞拜疆，让阿塞拜疆相信其行为不会面临来自国际社会的严重代价。

## 背景
纳戈尔诺-卡拉巴赫冲突是亚美尼亚和阿塞拜疆之间的一场种族和领土冲突，争议地区是纳戈尔诺-卡拉巴赫，该地区主要由亚美尼亚人居住。分离政权阿尔察赫共和国声称拥有纳戈尔诺-卡拉巴赫地区的主权，并事实上控制了部分地区，但该地区在国际上被承认为阿塞拜疆的一部分。阿塞拜疆事实上控制了纳戈尔诺-卡拉巴赫地区的三分之一以及周边七个地区。
该冲突在1988年升级，当时卡拉巴赫的亚美尼亚人要求将该地区从阿塞拜疆苏维埃社会主义共和国转移到亚美尼亚苏维埃社会主义共和国，引发了第一次纳戈尔诺-卡拉巴赫战争。2020年底，大规模的第二次纳戈尔诺-卡拉巴赫战争导致数千人伤亡，阿塞拜疆取得重大胜利。根据2020年11月10日签署的三方停火协议，亚美尼亚和阿尔察赫失去了三分之一的纳戈尔诺-卡拉巴赫地区，以及该地区周边的所有领土。自2020年战争以来，纳戈尔诺-卡拉巴赫地区以及亚美尼亚与阿塞拜疆的边境仍在发生违反停火的行为，时常造成伤亡。
自2020年战争以来，阿塞拜疆已经取消了向其土生土长的亚美尼亚居民提供特殊地位或自治权的提议，并坚持要将他们“融入”到阿塞拜疆。国际调解员和人权组织强调应该尊重当地亚美尼亚人的自决权，他们认为在阿塞拜疆总统伊利哈姆·阿利耶夫的王朝式独裁统治下，阿尔察赫的亚美尼亚人无法安全生活。

## 前奏
自2022年12月以来，阿塞拜疆封锁了阿尔察赫共和国，违反了2020年停火协议和国际法裁决。阿塞拜疆政府占领了阿尔察赫和亚美尼亚境内的拉钦走廊周围的领土，封锁了绕行路线，并设置了军事检查站。阿塞拜疆还破坏了阿尔察赫的关键民用基础设施，包括燃气、电力和互联网接入。
这一封锁措施对阿尔察赫的居民造成了人道主義危機；红十字会和俄罗斯维和部队的人道主义援助车队也被阻拦，导致必需品无法进入，该地区的12万居民被困。当地电力、燃料和水等重要物资普遍短缺，紧急储备物资开始配给，失业率高涨，学校和公共交通关闭。
阿塞拜疆声称其行动旨在阻止武器和自然资源的运输；阿塞拜疆还表示其目标是将阿尔察赫“融入”到阿塞拜疆，尽管该地区的居民强烈反对；阿塞拜疆还威胁如果阿尔察赫政府不解散，将采取军事行动。
许多国家、国际组织和人权观察员谴责阿塞拜疆的封锁行动，认为这是一种混合战争、种族清洗和种族灭绝。多个国际观察员还认为，封锁行动和俄罗斯维和部队的不作为违反了2020年由亚美尼亚、阿塞拜疆和俄罗斯签署的三方停火协议，该协议结束了第二次纳戈尔诺-卡拉巴赫战争，并保障了拉钦走廊的安全通道。阿塞拜疆和俄罗斯无视了世界各国和国际组织要求恢复拉钦走廊自由通行的呼吁。
在冲突爆发前两周，种族灭绝预防莱姆金研究所发布了一份报告，其中表示“有令人担忧的证据表明，总统阿利耶夫可能正在计划在不久的将来对阿尔察赫发动军事进攻”，指出阿利耶夫最近签署了一项新法令，要求所有符合条件的18岁及以上公民在2023年10月1日至10月31日期间服兵役。莱姆金研究所还警告称，“对阿尔察赫的军事进攻可能导致种族灭绝的大规模屠杀阶段。几乎可以肯定，亚美尼亚人会从阿尔察赫被强迫迁移，以及广泛的灭绝种族暴行... [和] ...阿尔察赫的亚美尼亚人将失去他们独特的阿尔察赫人（Artsakhsis）身份，这个身份是在他们的山区和山谷中经过几个世纪、几千年的独立文化繁荣而形成的。”

## 過程

### 9月19日

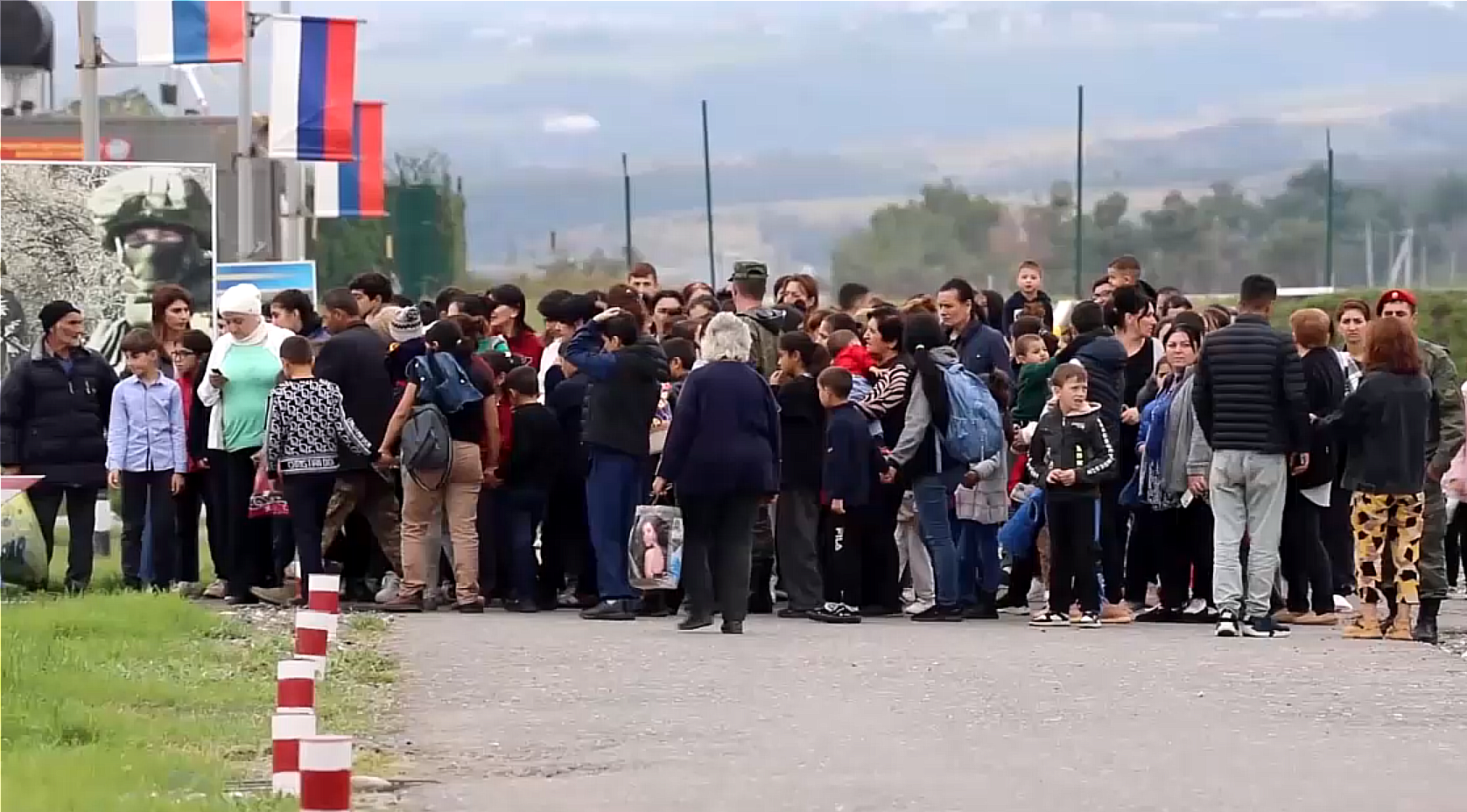
阿尔查赫的亚美尼亚族人撤离家园

2023年9月19日，阿塞拜疆对阿尔察赫共和国发动大规模进攻。阿塞拜疆国防部指控亞美尼亞使用地雷造成两名平民和四名警察死亡，以此为由宣布开展“当地反恐活动”。国防部要求所有亞美尼亞族士兵解除武裝並撤離，以及阿爾察赫共和國無條件投降和解体。聲明最後指出，俄羅斯維和特遣隊和俄罗斯-土耳其联合監測中心已獲悉正在進行的活動，但俄羅斯否認了這一點並稱其維和人員只是在事件發生前「幾分鐘」才獲悉此事。
阿塞拜疆声称没有袭击平民目标，但袭击显然是在大城市和人口稠密地区附近进行。袭击发生时，阿塞拜疆已封鎖阿爾察赫九個月，导致危机不断升级，受影响地区的粮食、药品和其他必需品严重短缺。阿塞拜疆表示已在“拉钦走廊和其他方向设立人道主义通道和接待点”，以“确保民众从危险地区撤离”。这些公告通过短信、传单和社交媒体传播，引发了居民对种族清洗的恐惧。阿尔察赫当局警告居民，“阿塞拜疆的宣传机器采用了大规模的信息和心理影响手段”。网络安全局暂时限制了阿塞拜疆境内对TikTok的访问。
阿塞拜疆发动军事进攻后，纳戈尔诺-卡拉巴赫的领导人提出与阿塞拜疆进行谈判。他们在下午晚些时候发表声明称：“卡拉巴赫方面呼吁阿塞拜疆方面立即停止敌对行动，并坐到谈判桌前，以解决局势”。阿塞拜疆总统府回应称，他们准备在阿塞拜疆城镇葉夫拉赫与纳戈尔诺-卡拉巴赫亚美尼亚人的代表会面。同时强调，除非阿尔察赫解散其政府机构和武装力量，否则阿塞拜疆的军事进攻将继续。阿塞拜疆国防部后来表示，他们的部队已经占领了60多个军事哨所并摧毁了多达20辆军用车辆。亚美尼亚《Azg》日报报道称，有消息称阿塞拜疆已经占领了恰列克塔尔和格塔万村庄。阿塞拜疆总检察长办公室声称，亚美尼亚军队用大口径武器袭击了舒沙，造成一名平民死亡。

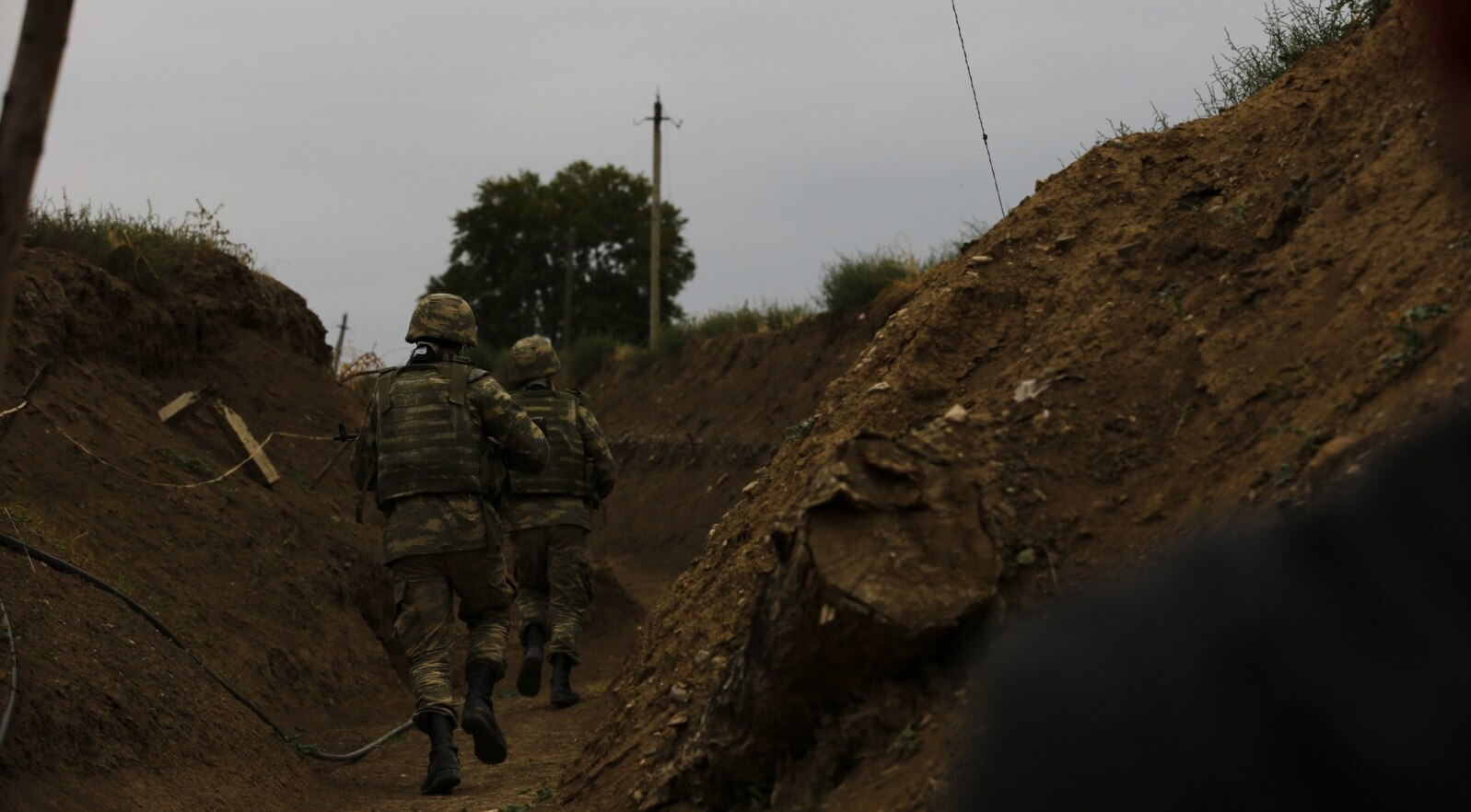
卡拉巴赫的阿塞拜疆士兵

阿尔察赫当局表示，该国事实上的首都斯捷潘納克特以及其他城市遭受了严重炮击，并指责阿塞拜疆企图进行种族清洗。阿尔察赫的人权专员格加姆·斯捷潘尼扬（Gegham Stepanyan）表示，包括一名儿童在内的两名平民丧生，另有11人受伤，其中8人是儿童。截至当天晚些时候，阿尔察赫报告称已有27人丧生，200多人受伤。
阿尔察赫当局报告称，已从16个农村定居点疏散了7,000多人，俄罗斯维和部队疏散了另外5,000人。俄罗斯外交部发言人玛丽亚·扎哈罗娃宣布，俄罗斯的食品和药品通过拉钦和阿格达姆方向抵达阿尔察赫。

### 9月20日

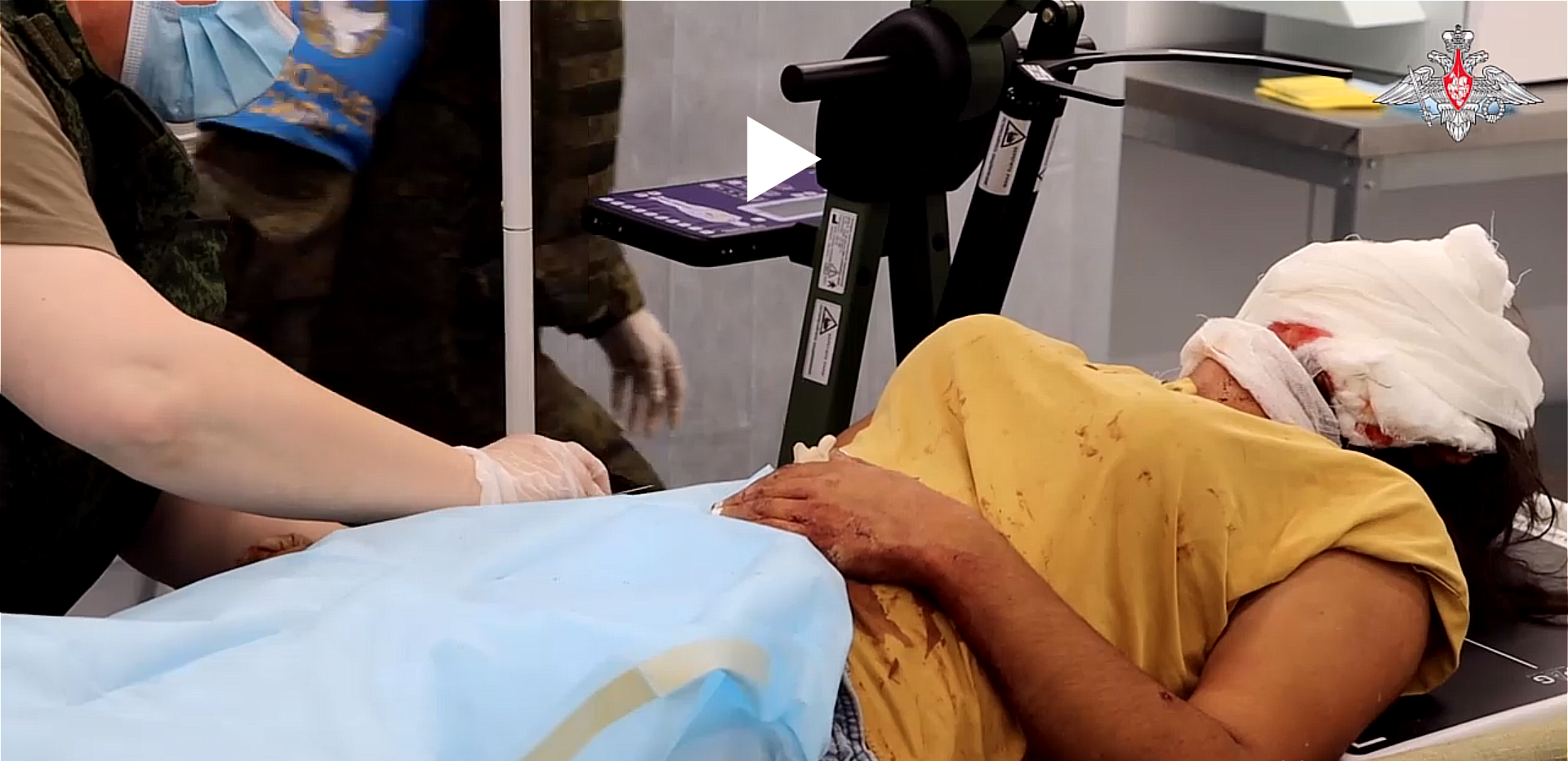
受伤的纳戈尔诺-卡拉巴赫亚美尼亚平民

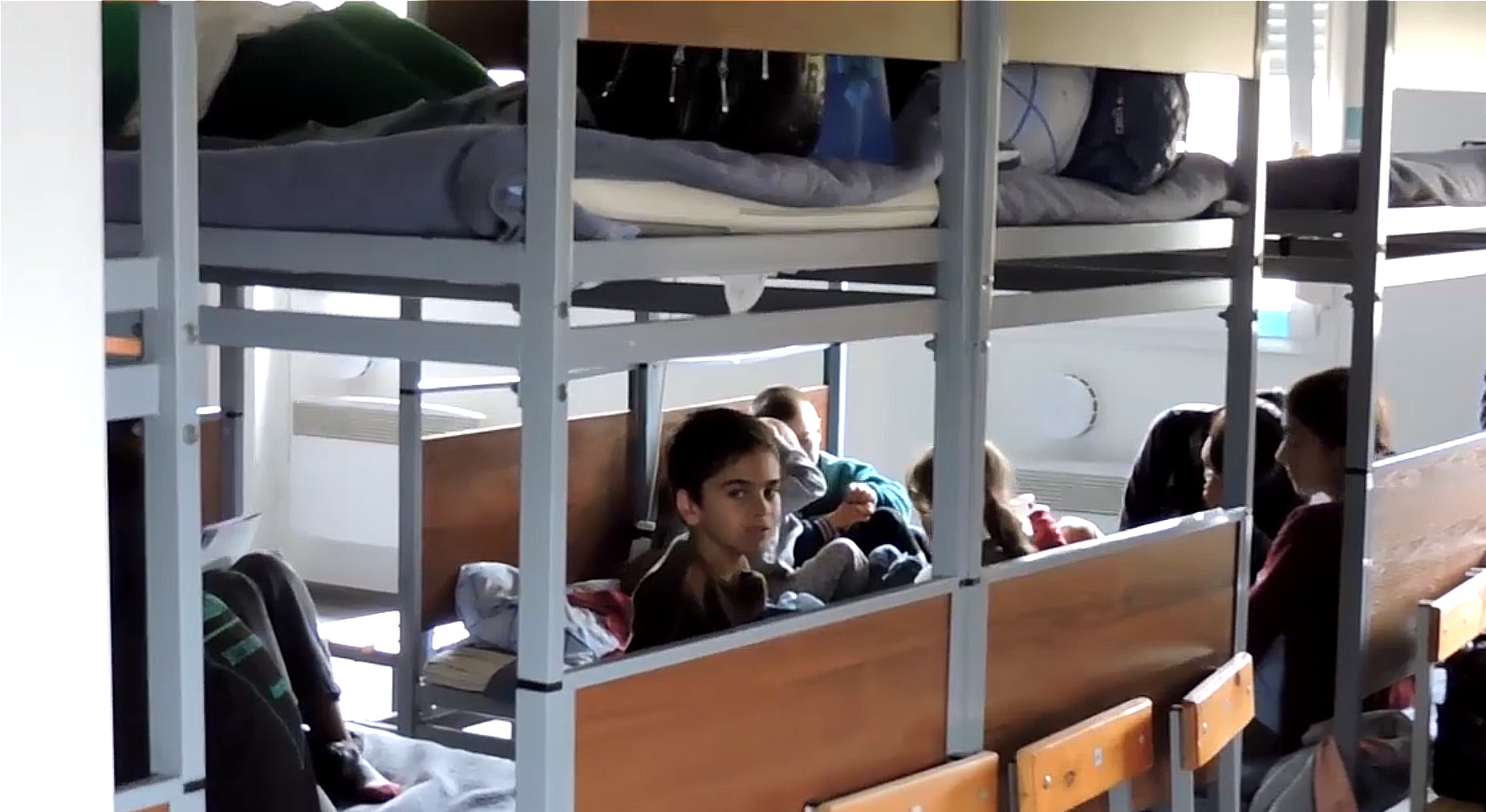
在俄罗斯军事基地避难的纳戈尔诺-卡拉巴赫亚美尼亚儿童

2023年9月20日，亞美尼亞媒體稱霍賈文德市長阿兹纳武尔·萨格赫扬（Aznavur Saghyan）被阿塞拜疆狙击手击毙。还有报道称，索斯附近的阿马拉斯修道院被阿塞拜疆占領。《Azg》报道称，阿塞拜疆军队已经占领德尔姆邦、哈拉夫、昌卡塔格赫、恰帕尔、卡尔米尔舒卡、哈奇马奇、马奇卡拉申、萨鲁申、绍什和瓦格胡哈斯。此外，亚美尼亚《阿拉沃特》日报报道称，卡申矿山（Կաշենի հանքն）作为阿尔察赫政府税收的主要来源之一，已经落入阿塞拜疆控制。阿爾察赫總統萨姆韦尔·沙赫拉马尼扬表示，納戈爾諾-卡拉巴赫必須采取相關措施確保人民的人身安全。
阿爾察赫當局同意俄羅斯維和部隊提出的從9月20日下午1時起停火的提議。根據協議條款，阿爾察赫共和國政府同意解除武裝，離開當地，並與阿塞拜疆政府就領土重新一體化問題進行談判，亞美尼亞軍隊也要撤離。阿塞拜疆的要求之一是要求阿尔察赫和亚美尼亚向阿塞拜疆提供一份名单，其中包括前仍和现任阿尔察赫民政和军事领导人，以供起诉和审判。在停火宣布后不久，大批亚美尼亚平民开始逃离纳戈尔诺-卡拉巴赫，其中许多人聚集在斯捷潘納克特機場。亞美尼亞總理尼科尔·帕希尼扬评论称，“显然，这样做是为了引发内部政治动荡和混乱”。亚美尼亚政府表示没有参与制定停火协议，而阿塞拜疆总统特使叶利钦·阿米尔别科夫表示，俄罗斯维和部队帮助促成了停火。
阿塞拜疆国防部发言人阿纳尔·埃瓦佐夫上校宣布，在军事行动中，阿塞拜疆占领了90个战斗阵地。他还表示，阿塞拜疆军队从亚美尼亚军队缴获了七辆战斗车辆、一辆坦克、四门迫击炮和两辆步兵战车。
停火生效数小时后，对斯捷潘納克特的炮击仍然持续，直到该城市的电力网被切断。根据俄罗斯联邦国防部的声明，几名维和部队成员在从一个观察岗位返回时，在泰爾泰爾區的昌卡塔格赫村附近遭受袭击，数名维和部队成员被杀。阿塞拜疆国防部报告称，“由于炮击，车辆内的俄罗斯军人丧生”，并向俄罗斯表示哀悼，承诺对事件进行调查。遇难者中有北方舰队潜艇部队副指挥兼维和部队副指挥伊万·科夫甘上校（Иван Ковган）。在阿塞拜疆的配合下，俄罗斯维和部队拘留了嫌疑人，一名阿塞拜疆指挥官被停职。阿塞拜疆总统伊利哈姆·阿利耶夫随后通过电话向俄罗斯总统弗拉基米尔·普京道歉。根据阿塞拜疆总检察长办公室的说法，由于地形复杂和多雾多雨，一组阿塞拜疆军事人员将俄罗斯维和部队的车辆误认为亚美尼亚军队，向其射击，结果造成五名维和部队成员丧生。

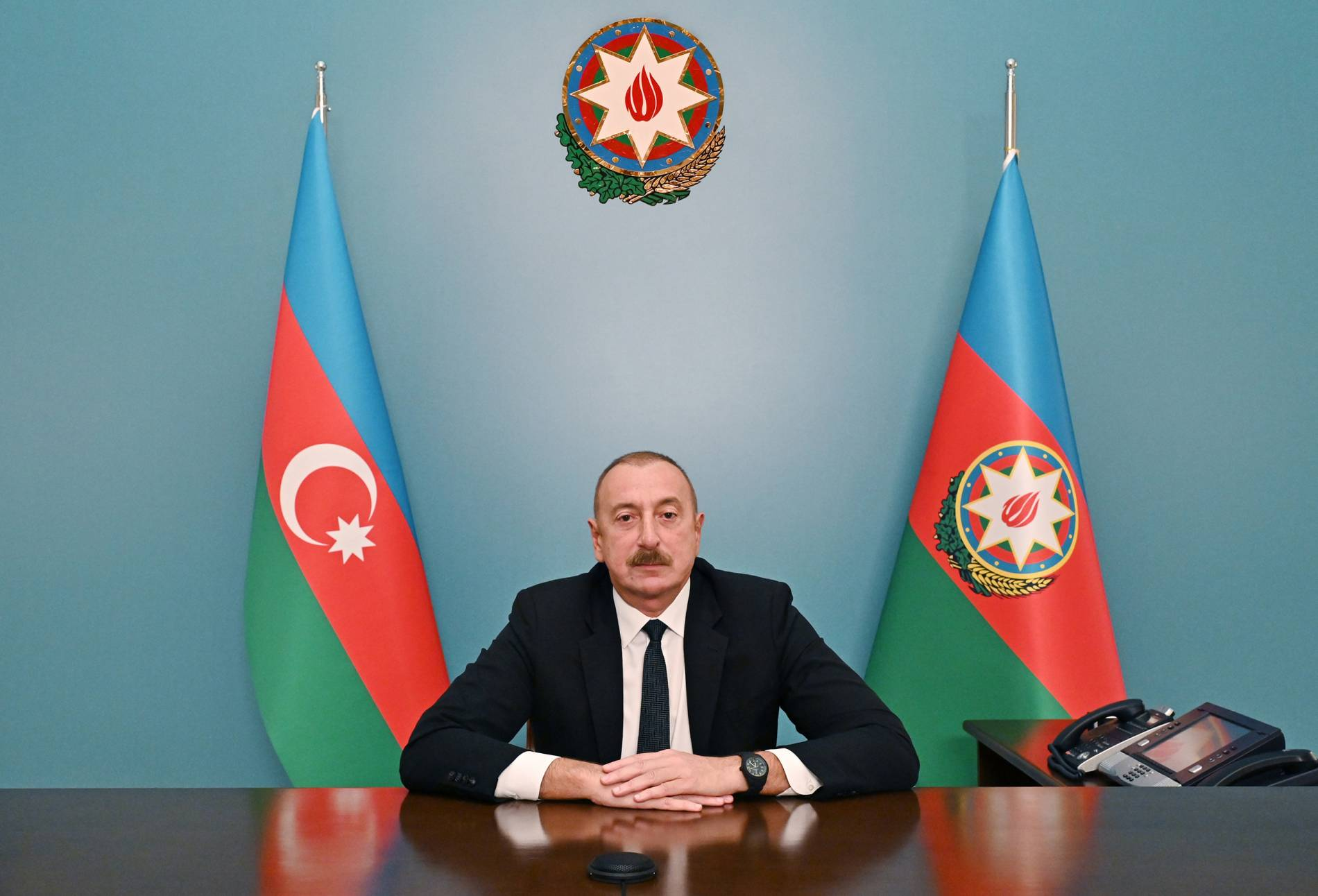
阿塞拜疆总统伊利哈姆·阿利耶夫于2023年9月20日向全国发表讲话

亚美尼亚指责阿塞拜疆在边境城镇索特克向其士兵开火，阿塞拜疆对此予以否认 。
梅特斯先村长达维特·达夫强（Davit Davtyan）报告称，该村仍然是一处活跃的战区，并被阿塞拜疆军队包围。他还报告称，亚格赫察霍格赫村在居民撤离之前已经被阿塞拜疆军队夷为平地。
在当晚的电视讲话中，阿利耶夫总统重申了“卡拉巴赫是阿塞拜疆”的立场，还补充说，他的“铁拳”已经将卡拉巴赫作为一个独立的亚美尼亚人国家的想法彻底抛入历史。

### 9月21日
2023年9月21日，卡拉巴赫亞美尼亞社區代表與阿塞拜疆政府在葉夫拉赫舉行談判，就安全、權利和「重新融合問題」進行了討論。卡拉巴赫亞美尼亞人代表團由阿尔图尔·哈鲁秋尼扬率領，並由俄羅斯維和部隊護送。
阿尔扎赫共和國内务部表示，阿塞拜疆军队违反停火协议，继续用小型武器炮击斯捷潘纳克特。俄罗斯方面表示舒沙地区有两起违反停火事件，马尔达凯特区有三起违反停火的事件。

## 後續

### 9月22日
阿塞拜疆总统伊利哈姆·阿利耶夫的外交政策顾问希克梅特·哈吉耶夫表示，阿塞拜疆政府将确保平民的车辆能安全地行驶在连接纳戈尔诺-卡拉巴赫和亚美尼亚的道路上。
阿爾察赫政府发言人阿米涅·艾拉佩强（Armine Hayrapetyan）表示，阿塞拜疆军队已在斯捷潘纳克特周围部署。阿塞拜疆方面表示，两辆载有20吨食品和卫生用品的卡车以及两辆载有面包的卡车已駛往纳戈尔诺-卡拉巴赫。
阿爾察赫武裝部隊开始放下武器，這些武器將移交給俄罗斯维和人员。

### 9月25日
晚間，斯捷潘納克特一座燃料庫發生爆炸。亞美尼亞當局表示這起爆炸已造成20人死亡，還有數百人受傷，近300人送醫治療。當時人們正排隊等待為汽車加油，準備撤出該地區。路透社表示，数以千计的亚美尼亚族平民正逃离纳卡地区。
土耳其与阿塞拜疆两国领导人在纳希切万举行会晤，主要探讨纳卡地区局势。

### 9月28日
阿尔察赫共和國總統沙赫拉馬尼揚簽署法令，宣布2024年1月1日解散所有國家機構，自1991年自我宣布獨立的阿尔察赫共和國在建國32年後將不復存在。

## 种族灭绝风险

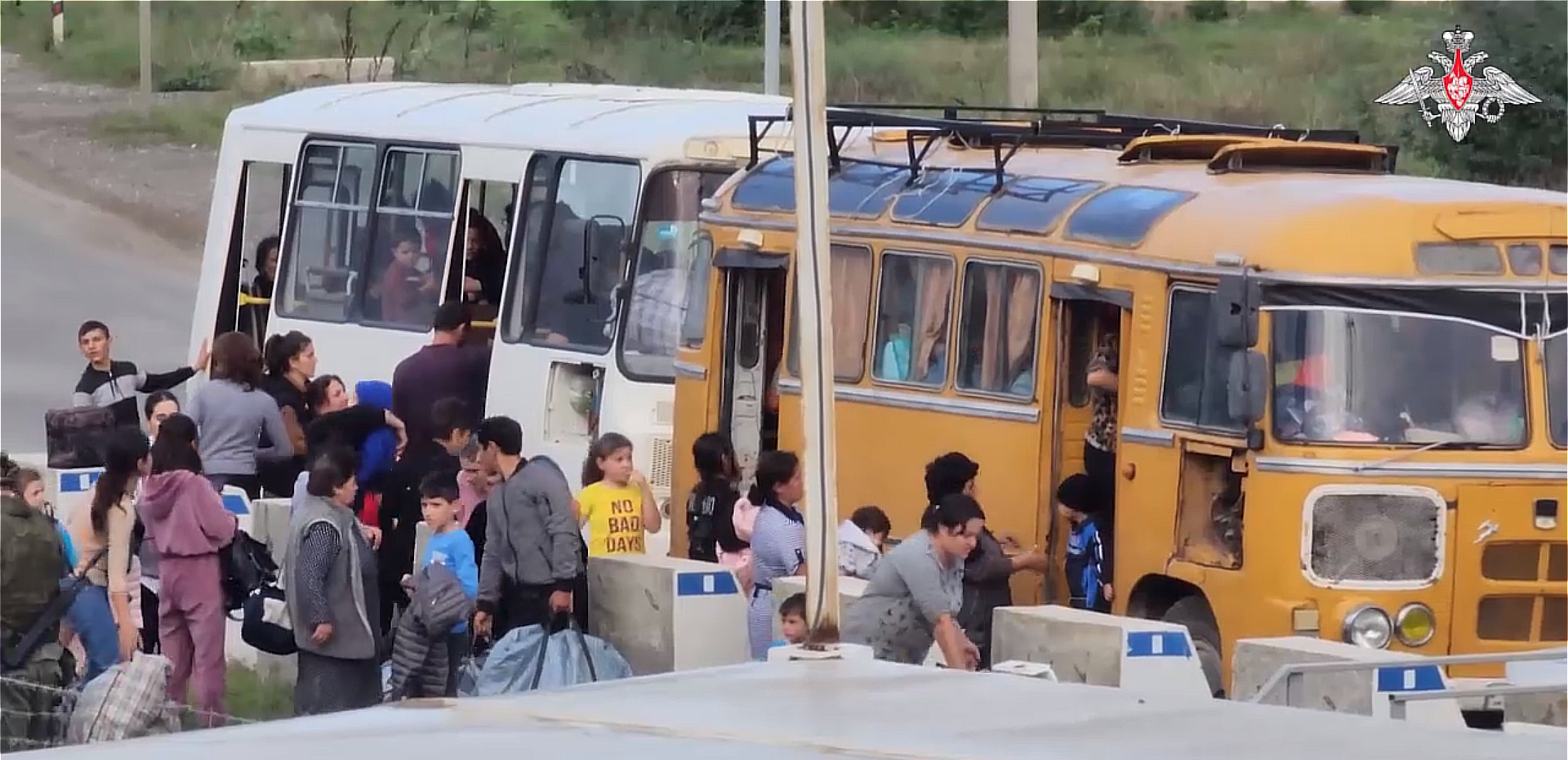
纳戈尔诺-卡拉巴赫的亚美尼亚人因阿塞拜疆军队的袭击而寻求避难

人权组织和种族灭绝预防专家发布警告，指出纳戈尔诺-卡拉巴赫地区土生土长的亚美尼亚人面临种族灭绝的风险。种族灭绝预防莱姆金研究所表示：“毫无疑问，莱姆金研究所、种族灭绝观察、国际种族灭绝学者协会的种族灭绝预防专家，以及前国际刑事法院首席检察官路易斯·莫雷诺·奥坎波等法律专家均认为，亚美尼亚人在阿塞拜疆所面临的是一场种族灭绝”。种族灭绝预防专家表示，依据《防止及惩治灭绝种族罪公约》，阿塞拜疆对阿尔察赫的持续封锁和对公共基础设施的破坏，已经构成种族灭绝行为中的“故意使该团体处于某种生活状况下，以毁灭其全部或局部的生命”。并且有各种指标表明阿塞拜疆具有种族灭绝意图：总统阿利耶夫的公开声明，其政权公开的反亚美尼亚人的行为，以及不遵守国际法院结束封锁的命令。

## 分析
各种政治分析家和阿尔察赫居民认为，阿塞拜疆进攻的根本目标是进行种族清洗。国际刑事法院的第一任检察官路易斯·莫雷诺·奥坎波警告称，另一次亚美尼亚种族灭绝即将发生。他援引了1948年的《防止及惩治灭绝种族罪公约》，指出阿塞拜疆通过封锁拉钦走廊，正在“故意使该团体处于某种生活状况下，以毁灭其全部或局部的生命”（第二条c款），并已经进行了“杀害该团体的成员”（第二条a款）和“致使该团体的成员在身体上或精神上遭受严重伤害”（第二条b款）的行为。奥坎波指出国际社会的不作为鼓励了阿塞拜疆，让让其相信不会因实施种族灭绝来自国际社会的严重代价。他还反驳了阿利耶夫不寻求种族清洗的说法，指出阿利耶夫经常将亚美尼亚称为“西阿塞拜疆”并声称“现今的亚美尼亚是我们的土地”。
卡内基欧洲中心的高级研究员托马斯·德瓦尔指出，阿塞拜疆可能因为俄罗斯和亚美尼亚关系低迷以及俄罗斯维和部队“最优秀指挥官”离开参与入侵乌克兰而变得有胆量发动进攻。他还表示，俄罗斯可能会利用这种危机来挑起亚美尼亚的政权更迭。

## 反應

### 亚美尼亚
亞美尼亞總理尼科尔·帕希尼扬表示，亚美尼亚武装力量没有参与战斗，其部队也没有驻扎在纳戈尔诺-卡拉巴赫，亚美尼亚也没有参与到阿塞拜疆与纳卡当局的谈判之中。他还重申，亚美尼亚-阿塞拜疆边境局势稳定，并称阿塞拜疆试图对该地区进行种族清洗。帕希尼扬还表示，阿塞拜疆发动袭击的动机是将亚美尼亚卷入军事对抗。国防部指控阿塞拜疆官员散布错误信息，称纳戈尔诺-卡拉巴赫没有亚美尼亚的军事装备或人员。亚美尼亚外交部指责阿塞拜疆对卡拉巴赫发动“大规模侵略”，并企图在该地区进行“种族清洗”。亚美尼亚呼吁联合国安全理事会和俄罗斯采取行动以结束军事行动，帕希尼扬召集了国家安全委员会的紧急会议。该委员会秘书阿尔缅·格里戈良指责俄罗斯维和部队未能保护纳戈尔诺-卡拉巴赫地区。
数百名抗议者聚集在亚美尼亚首都葉里溫的政府大楼外，谴责尼科尔·帕希尼扬对阿塞拜疆过于软弱，在纳戈尔诺-卡拉巴赫问题上软弱无能。一些抗议者甚至呼吁发动政变并罢免帕希尼扬。帕希尼扬谴责这些呼声，称“我们不能允许某些人、某些势力对亚美尼亚国家造成打击”。抗议者遭到警察的封锁，并试图冲击政府大楼，与警察爆发冲突，双方互掷玻璃瓶和闪光弹，导致建筑物的几扇窗户被打碎。抗议者还包围了俄罗斯大使馆，批评俄罗斯拒绝干预冲突。参与抗议的人员中包括埃里温市议会的当选议员，他们在两天前的2023年埃里温市议会选举中当选。在俄罗斯抱怨其大使馆的安全不足并影响其运作后，亚美尼亚派遣警察在大使馆周围设立警戒线，导致抗议者与警察发生冲突。据报道，抗议活动中有30多人受伤，随后几日中抗议活动仍在继续。
9月20日，聚集在共和国广场的人群逐渐增加到数千人，抗议者要求帕希尼扬下台，并要求亚美尼亚像在第一次纳戈尔诺-卡拉巴赫战争中那样进行军事干预。警察开始逮捕抗议者，声称集会非法。
2023年9月21日，帕希尼扬表示，停火制度总体上得到遵守，并未发生纳卡民众的大量伤亡，亚美尼亚已准备好接收和安置约4万个来自纳卡地区的家庭。
2024年2月23日起，亚美尼亚以「未能履行对亚美尼亚的安全义务」指责莫斯科没有干预亚美尼亚与邻国阿塞拜疆的冲突，宣布「冻结」俄罗斯在集体安全条约组织中的主导地位。

### 俄罗斯
俄罗斯外交部敦促冲突各方立即停止冲突。发言人玛丽亚·扎哈罗娃在一份声明中表示，俄罗斯“对局势急剧升级深感震惊”。俄羅斯聯邦安全會議主席德米特里·梅德韦杰夫表示，俄罗斯将不会保卫亚美尼亚免受阿塞拜疆的攻击，同时强烈批评了亚美尼亚总理帕希尼扬。而俄罗斯和亚美尼亚都是集体安全条约组织的成员，双方有共同防御条约，并且俄罗斯在亚美尼亚和纳戈尔诺-卡拉巴赫地区驻扎了数千名士兵作为维和部队。 
总统发言人德米特里·谢尔盖耶维奇·佩斯科夫否认了亚美尼亚关于该国维和部队未能保护纳戈尔诺-卡拉巴赫免遭阿塞拜疆袭击的指控，称这些指控“毫无根据”。他還表示阿塞拜疆正在自己的领土上采取行动，称这是阿塞拜疆的内政。冲突爆发前一周，俄罗斯总统弗拉基米尔·普京表示，如果亚美尼亚已经承认纳戈尔诺-卡拉巴赫是阿塞拜疆的一部分，那么该国将无法采取任何行动。他指的是2022年5月，据说帕希尼扬准备承认阿塞拜疆对纳戈尔诺-卡拉巴赫的主权，以换取对亚美尼亚族人的安全保障。
俄罗斯独立媒体Meduza表示，他们获得了一份克里姆林宫9月19日分发给俄罗斯国有媒体的指导文件，其中建议将冲突升级的责任归咎于亚美尼亚和西方，而不是阿塞拜疆。

### 土耳其
外交部长哈坎·菲丹向阿塞拜疆提供了外交支持，称他们的军事行动是“正当的”，并表示“阿塞拜疆在自己的主权领土上采取了它认为必要的措施”。土耳其总统雷杰普·塔伊普·埃尔多安在联合国大会上发表讲话，表示“现在每个人都承认，卡拉巴赫是阿塞拜疆的领土。将另一种地位强加给该地区将永远不会被接受”，并表示“土耳其支持阿塞拜疆采取的措施——我们与阿塞拜疆一起行动，以‘一个民族，两个国家’的口号，捍卫其领土完整。”

### 其他国家

各国对冲突的反应：
阿塞拜疆
阿尔察赫和亚美尼亚
谴责阿塞拜疆
表态中立或呼吁和平
支持阿塞拜疆
未知

- 阿尔巴尼亚：欧洲和外交事务部（英语：Ministry for Europe and Foreign Affairs (Albania)）部长伊格利·哈萨尼呼吁双方“优先保护平民并保护居民区和民用基础设施”。他敦促双方进行对话并“继续致力于昨天达成的停火协议，避免局势进一步升级”。他敦促亚美尼亚和阿塞拜疆利用国际社会的“准备和真诚努力”来寻求和平解决这一问题[166]。
- 阿根廷：总统阿尔韦托·费尔南德斯谴责阿塞拜疆封锁拉钦走廊，并敦促国际社会“先发制人”，避免“新的迫害”[167][168]。
- 奥地利：外交部（英语：Ministry of Foreign Affairs (Austria)）对南高加索局势升级表示关切，并呼吁阿塞拜疆立即任何军事行动，表示有必要缓和紧张局势[169]。
- 白俄羅斯：外交部敦促冲突各方立即采取停火措施，表示白俄罗斯愿以各种方式为实现南高加索地区的和平与稳定作出努力。外交部还强调，需要回到现有形式内理性对话的道路[170]。
- 比利时：比利时外交部长哈贾·拉比卜（英语：Hadja Lahbib）表示，比利时正在密切关注纳戈尔诺-卡拉巴赫的事件，唯一可接受的和平途径是对话和妥协。他还呼吁各方缓和紧张局势，寻求考虑到人民福祉的政治解决方案[171]。
- 巴西：外交部表示，巴西“高度关注”此次军事行动，并呼吁双方在欧盟、美国和俄罗斯的斡旋下进行和平对话[172]。驻联合国大使塞尔吉奥·弗兰萨·达内塞谴责了这次军事行动，强调这将“危及2020年停火后实现的脆弱的稳定”[166]。
- 加拿大：外交部长趙美蘭对阿塞拜疆的军事干预表示严重关切，呼吁立即停止敌对行动，要求阿塞拜疆政府不要采取任何危及纳戈尔诺-卡拉巴赫平民安全和福祉的行动和活动，称阿塞拜疆的军事行动“毫无道理”，并将阿塞拜疆对拉钦走廊封锁称为“非法”[173][174]。
- 中华人民共和国：中国常驻联合国副代表耿爽在联合国安全理事会关于纳戈尔诺-卡拉巴赫的紧急会议上表示，中方对当前纳卡地区局势的发展表示关注，希望停火得到切实遵守，避免局势进一步恶化。耿爽表示，中方支持双方在有关方面的斡旋下，持续增进互信，相向而行。根据公认的国际法和国际关系准则，妥善解决两国（阿塞拜疆与亚美尼亚）间的争议，中方支持一切有助于实现这一目标的外交努力，也将为此发挥建设性作用[175][176]。
- 賽普勒斯：塞浦路斯外交部（英语：Ministry of Foreign Affairs (Cyprus)）表示，“塞浦路斯坚决谴责阿塞拜疆对亚美尼亚人聚居的纳戈尔诺-卡拉巴赫持续不断的大规模军事侵略。我们对这种完全不合理的升级造成的生命损失感到遗憾。阿塞拜疆必须立即缓和紧张局势。停火至关重要。”[177]
- ：驻联合国代表安德烈斯·埃弗伦·蒙塔夫洛·索萨强烈谴责这次军事行动，称“没有任何理由使用军事力量，这违反了国际法和国际人道主义法”。他呼吁各方恢复对话和谈判，并强调任何达成的协议必须具备“旨在保护该地区居民的必要保障措施，同时充分尊重人权”[166]。
- 爱沙尼亚：爱沙尼亚外交部长马古斯·萨克纳表示，爱沙尼亚正在密切关注事态发展，有关阿塞拜疆人接触地雷死亡的消息非常令人不安。但他指出，军事行动将进一步加剧局势，爱沙尼亚呼吁阿塞拜疆停止军事行动并寻求和平解决方案[178]。
- 法國：法国总统埃马纽埃尔·马克龙谴责阿塞拜疆在纳戈尔诺-卡拉巴赫使用武力，并呼吁阿塞拜疆“立即停止进攻”。9月19日，马克龙与亚美尼亚总理尼科尔·帕希尼安通话，呼吁“立即恢复谈判，寻求解决纳戈尔诺-卡拉巴赫人道危机，实现亚美尼亚和阿塞拜疆之间公正持久的和平，并保证纳卡地区民众的权利和安全，遵守承诺及国际法”[179]。法国外交部强烈谴责这次军事行动，呼吁阿塞拜疆“立即停止进攻，恢复对国际法的尊重”，并要求召开联合国安全理事会紧急会议[180]。法国外交部表示，法国一直在与欧洲和美国伙伴密切合作，以有效应对这次“不可接受的“袭击。外交部长卡特琳·科隆纳表示，法国将要求阿塞拜疆”对纳戈尔诺-卡拉巴赫亚美尼亚人的命运负责”[86]。
- 加彭：驻联合国代表埃德维热·库姆比·米桑博强调“必须采取一切措施避免”重蹈2020年战争的覆辙。她呼吁双方遵守停火协议，并为人道主义人员不受限制地接触有需要的民众提供便利[166]。
- 德国：外交部长安娜琳娜·貝伯克指责阿塞拜疆违背了其不在纳戈尔诺-卡拉巴赫采取军事行动的承诺，并呼吁阿塞拜疆停止军事行动，重返谈判[181]。
- ：驻联合国代表卡罗琳·阿贝娜·阿尼玛·奥蓬-恩提里表示，这次军事行动提醒人们“该地区和平的脆弱”，并向遇难的平民和俄罗斯维和部队家属表示哀悼。她表示，纳戈尔诺-卡拉巴赫的紧张局势升级是欧洲和世界其他地方“在这个全球安全和政治动荡的时刻无法承受的”，并呼吁人道主义援助的畅通无阻以及拉钦走廊沿线的自由通行[166]。
- 聖座：教宗方济各敦促双方停止敌对行动，寻求和平解决危机[182]。
- 伊朗：伊朗在军事行动开始前一天提出调解阿塞拜疆和亚美尼亚之间的冲突。伊朗外交部发言人纳赛尔·卡纳尼敦促双方遵守2020年的停火协议[183]。
- 愛爾蘭：爱尔兰外交部（英语：Department of Foreign Affairs (Ireland)）谴责阿塞拜疆的军事行动，呼吁遵守纳戈尔诺-卡拉巴赫的停火协议，并立即开展真诚和全面的对话[184]。
- 日本：外务大臣上川陽子对纳戈尔诺-卡拉巴赫局势的恶化表示严重关切，呼吁立即停止敌对行动，并要求阿塞拜疆停止目前的军事活动[185][186]。
- ：哈萨克斯坦驻阿塞拜疆大使表示：“我们欢迎阿塞拜疆方面提出的与阿尔察赫亚美尼亚居民代表举行会晤的倡议。我们希望通过和平对话在国际承认的阿塞拜疆共和国边界内迅速解决当前局势。我们相信，在南高加索建立和平与互利合作的氛围，畅通所有交流，符合该地区所有国家的利益。”[187]
- 立陶宛：外交部长在X表示，阿塞拜疆在对卡拉巴赫亚美尼亚人长达数月的封锁期间发起的军事行动破坏了国际社会确保长期和平的努力。他还表示，立陶宛呼吁阿塞拜疆与卡拉巴赫的亚美尼亚人立即停火并开始对话，因为这是和平共处的唯一途径[188]。
- 盧森堡：外交部长让·阿塞尔博恩（英语：Jean Asselborn）以最强烈的措辞谴责阿塞拜疆在纳戈尔诺-卡拉巴赫的军事行动。他还强调，必须立即停止在人口稠密地区的军事行动，保护平民的生命安全，阿塞拜疆必须遵守其国际承诺[189]。
- 馬爾他：外交和欧洲事务及贸易部长Ian Borg（英语：Ian Borg）表示支持亚美尼亚和阿塞拜疆的主权和领土完整，并呼吁双方停止一切敌对行动，致力于对话和谈判[166]。
- 荷蘭：外交部长汉克·布鲁因斯·斯洛特（英语：Hanke Bruins Slot）在X上表示，有关阿塞拜疆在纳戈尔诺-卡拉巴赫发动袭击的报道“极其令人震惊”，只会给平民带来痛苦。她表示，荷兰呼吁立即停止敌对行动，并恢复与纳戈尔诺-卡拉巴赫亚美尼亚人的建设性对话[190]。
- 挪威：外交部担忧，由于阿塞拜疆持续使用武力，纳戈尔诺-卡拉巴赫居民可能被迫使离开该地区，从而引发人道主义灾难。外交部强调，必须不惜一切代价防止此类悲剧发生，阿塞拜疆有责任确保该地区亚美尼亚人民的安全与福祉[191]。
- 巴基斯坦：外交部发言人蒙塔兹·扎赫拉· 俾路支重申巴基斯坦“坚定不移地”支持阿塞拜疆的主权和领土完整。她表示，巴基斯坦认为卡拉巴赫是阿塞拜疆共和国的主权领土，这一立场符合联合国安全理事会和伊斯兰会议组织的多项决议以及国际法。她还对地雷爆炸的遇难者表示哀悼，并希望卡拉巴赫地区实现持久和平[192]。外交部长贾利勒·阿巴斯·吉拉尼（英语：Jalil Abbas Jilani）会见了阿塞拜疆外交部长杰伊洪·巴伊拉莫夫（英语：Jeyhun Bayramov），并表示支持阿塞拜疆的领土完整以及在其主权领土上采取的合法措施[193][194]。
- 波蘭：外交部对冲突升级表示严重关切，呼吁阿塞拜疆停止敌对行动，双方恢复在欧盟和美国的参与下的和平对话[195]。
- 瑞士：常驻联合国代表Pascale Baeriswyl（英语：Pascale Baeriswyl）表示，这次军事行动给纳戈尔诺-卡拉巴赫地区的已经受苦的平民增加了额外的负担。在停火后，她呼吁永久停止地面上的敌对行动。她敦促双方遵守2020年的停火协议和国际法院的裁决[166]。
- 阿联酋：国务大臣艾哈迈德·本·阿里·萨伊格对俄罗斯斡旋的停火表示欢迎，并强调所有参与方“必须承诺保护平民，确保他们的安全”。他还对在俄罗斯维和部队在军事行动期间为平民提供安全避难所的行为表示赞赏，并对在冲突中丧生的平民和维和部队成员表示遗憾[166]。
- 英国：英国在向歐洲安全與合作組織（OSCE）发表的声明中表示，阿塞拜疆的军事进攻是“不可接受的”，敦促阿塞拜疆重返对话，并对宣布停火表示欢迎。[196]
- 美国：国务卿安東尼·布林肯与土耳其外交官就危机举行了会谈[180]，并与阿塞拜疆总统阿利耶夫通话，敦促阿塞拜疆立即停止在纳戈尔诺-卡拉巴赫的军事行动并缓和局势[197]。参议院外交委员会呼吁美国和国际社会采取行动阻止阿塞拜疆，众议院议员布拉德·舍曼表示，战火重燃表明，“阿塞拜疆在结束其制造的危机之前，不能接受美国的军事援助”[198]。美国军方表示，其与亚美尼亚进行的代号“鹰伙伴2023”（Eagle Partner 2023）联合军事演习不受冲突影响，为期十天的演习于9月20日按原定计划结束[199]。
- ：乌兹别克斯坦参议院（英语：Senate of Uzbekistan）第一副议长索迪克·萨福耶夫（Sodiq Safoyev）表示支持阿塞拜疆及其军事行动，并赞扬阿塞拜疆为“恢复纳戈尔诺-卡拉巴赫的领土完整和正义”所做的努力[200]。

## 另見
- 2016年亞美尼亞–亞塞拜然衝突
- 亚美尼亚—阿塞拜疆关系

## 外部連結
- 维基共享资源上的相關多媒體資源：2023年纳戈尔诺-卡拉巴赫攻势